# Konstantínos Iconomídis
Konstantínos Iconomídis (grec moderne : Κωνσταντίνος Οικονομίδης, souvent transcrit en anglais Konstantinos Economidis), né le 2 novembre 1977 à Thessalonique, est un joueur de tennis grec, professionnel entre 1998 et 2009.
Meilleur joueur de tennis grec des années 2000, il est no 1 dans son pays entre 2003 et 2009, alternant parfois cette place avec Vasílis Mazarákis. En 2007, il atteint le 112e rang mondial, soit le meilleur classement jamais obtenu par un Grec depuis Nicky Kalogeropoulos en 1973 qui était 108e.

## Carrière
En 2001, il décroche la médaille d'or en simple et en double (avec Anastásios Vasiliádis) aux Jeux méditerranéens de Tunis, puis s'adjuge peu après le tournoi Challenger de Barcelone en étant issu des qualifications. L'année suivante, il se qualifie pour le tableau principal de Wimbledon mais échoue en cinq sets face à Feliciano López (6-3, 3-6, 4-6, 7-62, 11-9). En tant que n°1 national, il est sélectionné pour participer aux Jeux olympiques d'été de 2004 en simple et en double avec Vasílis Mazarákis.
En 2006, il remporte son second Challenger à Burnie en étant classé 576e. Entre le 28 février et le 2 avril, il gagne 5 tournois Future, soit 25 matchs d'affilée. Il participe en fin d'année à ses premiers tournois ATP à Tokyo et Bombay. En 2007, il atteint les quarts de finale à Durban et les demies à Wrocław. C'est à Roland-Garros qu'il signe sa seule victoire en Grand Chelem contre Chris Guccione (66-7, 6-4, 6-4, 6-1). En fin d'année, il s'impose à Banja Luka et atteint la finale du tournoi de Séoul. Il met un terme à sa carrière en 2009, après une défaite au premier tour du tournoi de Sofia. Depuis cette date, il a fait quelques apparitions dans des tournois ITF en Grèce comme en 2015 où il remporte deux titres consécutifs à Héraklion avec le jeune espoir Stéfanos Tsitsipás dont il a été l'entraîneur.
Il a reçu un Davis Cup Commitment Award pour son investissement en Coupe Davis. Il représente en effet son pays à 37 reprises entre 1996 et 2011, possédant les meilleures statistiques de l'équipe en termes de matchs gagnés en simple et en double et de rencontres jouées. Son bilan dans la compétition est de 44 victoires et 20 défaites.
Son palmarès compte 18 tournois Future en simple et 5 en double, ainsi que 10 tournois Challenger dont 5 en double. Son meilleur résultat sur le circuit ATP est une demi-finale à Las Vegas avec Márcos Baghdatís. En simple, il n'a remporté qu'un match pour 12 défaites. Il a battu 5 joueurs du top 100, le mieux classé étant Óscar Hernández, 52e.

## Palmarès en tournoisChallenger

### Titres en simple (5)
|   | Date       | Nom et lieu du tournoi                     | Surface      | Finaliste         | Score     |
| - | ---------- | ------------------------------------------ | ------------ | ----------------- | --------- |
| 1 | 14/10/2001 | VIII Trofeo Ciutat de Barcelona, Barcelone | Terre battue | Nicolas Coutelot  | 7-64, 6-1 |
| 2 | 12/02/2006 | Kia International in Burnie, Burnie        | Dur          | Alun Jones        | 6-4, 6-2  |
| 3 | 02/07/2006 | Constanța Challenger, Constanța            | Terre battue | Adrian Ungur      | 6-4, 6-4  |
| 4 | 20/08/2006 | Kos-Zucchetti Tennis Cup, Cordenons        | Terre battue | Mathieu Montcourt | 6-3, 6-2  |
| 5 | 23/09/2007 | Banja Luka Challenger, Banja Luka          | Terre battue | Iván Navarro      | 7-66, 6-4 |

### Finale en simple (1)
|   | Date       | Nom et lieu du tournoi        | Surface | Vainqueur | Score    |
| 1 | 28/10/2007 | Samsung Securities Cup, Séoul | Dur     | Dudi Sela | 6-4, 6-4 |

## Parcours dans les tournois duGrand Chelem

### En simple
| Année | Open d'Australie | Open d'Australie | Internationaux de France | Internationaux de France | Wimbledon       | Wimbledon | US Open | US Open |
| ----- | ---------------- | ---------------- | ------------------------ | ------------------------ | --------------- | --------- | ------- | ------- |
| 2002  | —                | —                | —                        | —                        | 1er tour (1/64) | F. López  | —       | —       |
| 2003  | —                | —                | —                        | —                        | 1er tour (1/64) | N. Escudé | —       | —       |
| 2007  | —                | —                | 2e tour (1/32)           | T. Robredo               | —               | —         | —       | —       |
| 2008  | 1er tour (1/64)  | F. González      | —                        | —                        | —               | —         | —       | —       |

N.B. : à droite du résultat se trouve le nom de l'ultime adversaire.

### En double
| Année | Open d'Australie            | Open d'Australie     | Internationaux de France | Internationaux de France | Wimbledon | Wimbledon | US Open | US Open |
| ----- | --------------------------- | -------------------- | ------------------------ | ------------------------ | --------- | --------- | ------- | ------- |
| 2007  | 2e tour (1/16) M. Baghdatís | J. Coetzee R. Wassen | —                        | —                        | —         | —         | —       | —       |

N.B. : le nom du ou de la partenaire se trouve sous le résultat ; le nom des ultimes adversaires se trouve à droite.

## Parcours aux Jeux Olympiques

### En simple
| # | Date       | Nom de l'olympiade     | Surface | Résultat | Ultime adversaire | Score     |          |
| - | ---------- | ---------------------- | ------- | -------- | ----------------- | --------- | -------- |
| 1 | 15/08/2004 | Olympic Games, Athènes | Dur     | 1er tour | Fernando González | 7-66, 6-2 | Parcours |

### En double
| # | Date       | Nom de l'olympiade    | Surface | Résultat | Partenaire        | Ultimes adversaires   | Score    |          |
| - | ---------- | --------------------- | ------- | -------- | ----------------- | --------------------- | -------- | -------- |
| 1 | 16/08/2004 | Olympic Games Athènes | Dur     | 1er tour | Vasilis Mazarakis | Martin Damm Cyril Suk | 6-1, 6-3 | Parcours |